# Федерация на анархо-комунистите в България
Федерация на анархо-комунистите в България (ФАКБ) е организация, основана от представителите на анархисткото движение в България на проведената Първата национална анархистическа конференция от 15 до 17 април 1919 г. в София.
Целта на съществуването на федерацията е синхронизиране на усилията на анархистите в страната. Въпреки че е била легална в много кратък период от съществуването си, организацията провежда редовни конгреси, издава печатни издания и др. Функционирането ѝ винаги е било затруднено от режимите в страната, докато няколко години след установяването на властта на БКП тя е практически унищожена., след като е възстановена на 8 ноември 1944 г. в Радомир на проведената възстановителана конференция на Югозападния съюз на федерацията.
След промените през 1991 г. федерацията е възстановена под името Федерация на анархистите в България (ФАБ).

## Видни деятели
- Васил Икономов, (1898 – 1925)
- Иван Балев, (1900 – 1981)
- Михаил Герджиков, (1877 – 1947)
- Христо Колев - Големия, (1911 – 1995)
- Петър Манджуков, (1878 – 1966)
- Панайот Чивиков, (1904 – 1998)
- Милош Зяпков, (1940 – 1990)